# Oblitosaurus
Oblitosaurus („zastaralý ještěr“) byl rod velkého ornitopodního býložravého dinosaura z kladu Ankylopollexia. Žil v období pozdní jury (asi před 152 miliony let) na území dnešního Španělska (geologické souvrství Villar del Arzobispo). Typový druh Oblitosaurus bunnueli byl formálně popsán roku 2023.

## Zařazení
Sesterským druhem oblitosaura byl taxon Draconyx loureroi, známý z pozdně jurských vrstev na území Portugalska. V obou případech se jednalo o vývojově primitivní zástupce kladu Ankylopollexia.